# The Curse of La Llorona
The Curse of La Llorona (titulada La Llorona en España y La maldición de La Llorona en Hispanoamérica) es una película estadounidense de terror sobrenatural dirigida por Michael Chaves y escrita por Mikki Daughtry y Tobias Iaconis. Está protagonizada por Linda Cardellini, Patricia Velásquez, Sean Patrick Thomas y Raymond Cruz. James Wan es el productor a través de su compañía Atomic Monster Productions.
La película fue estrenada el 19 de octubre de 2019 por Warner Bros. Pictures y New Line Cinema.

## Argumento

### Prólogo
México, 1673, una pareja está jugando con sus hijos en un campo y el más pequeño de ellos le da a su madre un collar, que ella acepta agradecida. El niño cierra los ojos brevemente, y cuando los abre, su familia está desaparecida. Mientras busca a sus padres, el niño ve a su madre ahogando a su hermano en un arroyo. El niño corre horrorizado, pero su madre lo atrapa y parece ahogarlo también.

### 300 años después
Los Ángeles, 1973, una trabajadora social estadounidense nacida en México, Anna Tate-García, investiga la desaparición de dos niños que pertenecen a una usuaria llamada Patricia Álvarez. Anna se presenta en la casa con un oficial de policía y le pide que verifique el bienestar de los niños. Una vez dentro, García registra la casa, pero se le aconseja que permanezca en silencio y que no abra la puerta donde se encuentran sus hijos. Cuando Anna toca a la puerta, Patricia la ataca antes de que la policía se la lleve. Anna obtiene la llave de la puerta cerrada y la abre para encontrar a los dos hijos de Patricia. Los dos niños, Carlos y Tomás, le dicen a Anna que los mantenga en la habitación para que estén protegidos. Ignorando las advertencias y diciendo que todo estará bien, Anna lleva a los niños a la policía por seguridad.
Más tarde, en un refugio de servicios para niños, Carlos se despierta con su hermano Tomás, que está parado aturdido frente a la puerta y lo sigue. Los muchachos caminan por múltiples pasillos hasta que Tomás se detiene, mira fijamente y señala un pequeño espejo en la esquina donde ambos ven a una mujer vestida con un vestido blanco. El espejo se raja y la mujer desaparece del espejo y luego reaparece, agarrando a Carlos.
Esa noche, Anna es llamada a investigar la muerte de los dos niños, que fueron encontrados ahogados en un río cercano. Anna lleva a sus dos hijos, Chris y Sam, con ella y les dice que se queden en el coche mientras investiga la escena del asesinato. Sorprendida y confundida, Anna escucha a los oficiales trayendo a Patricia, quien está acusada de las muertes, gritando que fue culpa de Anna y que trató de detener las fuerzas malévolas de la mujer, identificada como "La Llorona".
Curioso, Chris deja a su hermana en el coche y decide investigar. Chris oye llorar detrás de él y se vuelve hacia La Llorona. La Llorona se da la vuelta y se acerca a Chris, luego aparece repentinamente fuera del costado, lo agarra y deja marcas de quemaduras en su muñeca, lo que hace que Chris se apresure a regresar al coche, despertando a su hermana. A pesar de sus intentos por evitar que La Llorona les haga daño a él y a su hermana, ella aparece y asusta a Chris.
Al día siguiente, Sam está caminando fuera de la casa con un paraguas, cerca de su piscina, sin saber que La Llorona la está mirando. Un viento repentino arranca el paraguas de sus manos y cae en la piscina. Mientras Sam trata de alcanzar el paraguas, La Llorona la agarra, dejando marcas de quemaduras idénticas a las de Chris en su brazo.
Anna entrevista a Patricia, que tiene una coartada para el momento de la muerte de su hijo, y le informa sobre La Llorona y de cómo Anna causó la muerte de Carlos y Tomás al liberarlos del armario y dejar que la Llorona los siguiera. Patricia revela que en su odio hacia Anna, ella oró a La Llorona para que se llevara a los hijos de Anna y los trajera de vuelta. Devuelta en la casa Anna tienen una conversación con Chris y este le dice que veía constantemente a una mujer vestida de blanco. Mientras que en la bañera Anna tiene su encuentro con La Llorona poco después, cuando está intenta ahogar a Sam en la bañera.
Después de que Anna saque a Sam del agua, los tres miembros de la familia ven a La Llorona y agarra el brazo de Anna, dejando otra serie de marcas de quemaduras. Anna, Chris y Sam se apresuran a ir a una iglesia a la mañana siguiente en busca de ayuda. En la iglesia se encuentra el padre Pérez, quien relaciona el caso con sus experiencias previas en el caso de una muñeca. El padre Pérez se dirige a un ex sacerdote llamado Rafael Olvera para ayudarlos a deshacerse de la entidad. Rafael se presenta en su casa para ayudar a luchar contra La Llorona.
Velas y otros artículos se colocan dentro de la casa para proteger a Anna y sus hijos. Durante la noche, La Llorona ataca a la familia y al ex sacerdote varias veces e intenta ahogar a Anna y Sam en la piscina.
En un momento dado, Patricia ataca la casa en un intento de entregar los hijos de Anna a La Llorona a cambio de los suyos. En ese momento, destruye la barrera de semillas y deja paso al espíritu maligno para llevarse a los niños. Sam y Chris huyen al ático mientras Anna está en el sótano. Patricia recobra los sentidos y libera a Anna, permitiéndole ayudar a sus hijos. Chris retrasa a La Llorona mostrándole un collar que Anna le quitó durante el casi ahogamiento, lo que hace que La Llorona asuma brevemente su apariencia humana. El espíritu es derrotado cuando Anna la apuñala en el pecho con una cruz hecha de un Árbol de Fuego (árboles que crecieron junto al río donde La Llorona ahogó a sus hijos y fueron esencialmente los únicos 'testigos' de su crimen), destruyendo su espíritu.
Anna y sus hijos agradecen a Rafael su ayuda para derrotar al espíritu. Rafael se va y cuando los niños regresan a la casa, Anna ve lo que parece un charco de lágrimas.

## Reparto
- Linda Cardellini como Anna Tate-García.
- Raymond Cruz como Rafael Olvera.
- Patricia Velásquez como Patricia Álvarez.
- Jaynee-Lynne Kinchen como Samantha "Sam" García.
- Roman Christou como Christian "Chris" García.
- Marisol Ramírez como La Llorona.
- Sean Patrick Thomas como Detective Cooper.
- Tony Amendola como Padre Pérez.[5]
- DeLaRosa Rivera como David García.
- Sophia Santi como Bocanegra / Cliente femenina.
- Oliver Alexander como Carlos.
- Jethan Camarena como Simón.
- Irene Keng como Donna.
- Patrick Wilson como Ed Warren (voz).

## Producción
El 9 de octubre de 2017 se anunció que James Wan se encontraba produciendo una película de terror dirigida por Michael Chaves y protagonizada por Linda Cardellini, titulada entonces The Children. También se anunció que Sean Patrick Thomas y Raymond Cruz co-protagonizarían la película. En julio de 2018, la película fue re-titulada The Curse of La Llorona.

### Rodaje
La fotografía principal de la película fue completada en noviembre de 2017.

## Recepción
The Curse of La Llorona recibió reseñas mixtas a negativas de parte de la crítica y mixtas de la audiencia. En el sitio web especializado Rotten Tomatoes, la película posee una aprobación del 28%, basada en 188 reseñas, con una calificación de 4.6/10 y con un consenso crítico que dice: "Satisfecha con recaer en los jumpscares en lugar de aprovechar el espeluznante potencial de su historia, The Curse of La Llorona llega a los cines ya rota". De parte de la audiencia tiene una aprobación del 35%, basada en 1102 votos, con una calificación de 2.8/5.
El sitio web Metacritic le dio a la película una puntuación de 41 sobre 100, basada en 28 reseñas, indicando "reseñas mixtas". Las audiencias encuestadas por CinemaScore le otorgaron a la película una "B-" en una escala de A+ a F, mientras que en el sitio IMDb los usuarios le asignaron una calificación de 5.2/10, sobre la base de 51 107  votos. En la página web FilmAffinity la cinta tiene una calificación de 4.2/10, basada en 5511 votos.